# 维萨克
维萨克，是匈牙利沃什州所辖的一个村，总面积10.13平方公里，总人口249人，人口密度24.6人/平方公里（2010年1月1日）。